# Кунікава-Мару
Кунікава-Мару (Kunikawa Maru) — переобладнаний гідроавіаносець Імперського флоту Японії, який під час Другої Світової війни взяв участь у операціях японських збройних сил на Тихому океані.

## Початок служби
«Кунікава-Мару» спорудили як вантажопасажирське судно в 1937 році на верфі Kawasaki Dockyard у Кобе для компанії Kawasaki Kisen.
У жовтні 1941-го судно реквізували для потреб Імперського флоту Японії, після чого з 10 по 19 листопада провели на верфі Innoshima Yard його дообладнання для використання як військового транспорту.

## Операції у Південно-Східній Азії
28 листопада 1941-го «Кунікава-Мару», що мало на борту 2-й батальон морської піхоти ВМБ Куре, вийшло з Куре у рейс до Палау (важлива база на заході Каролінських островів). Станом на початок січня 1942-го судно все з тим же 2-м батальоном знаходилось в порту Давао на південному узбережжі філіппінського острова Мінданао (захоплений японським десантом в останній декаді грудня). 6 січня «Кунікава-Мару» та ще 13 транспортів вийшли з Давао та надвечір 10 січня прибули до острова Таракан — одного з центрів нафтовидобувної промисловості на східному узбережжі острова Борнео. Невдовзі після опівночі 11 січня судна розпочали висадку десанту.
Є відомості, що 27 січня – 3 лютого 1942-го «Кунікава-Мару» брало участь у операції з висадки десанту на Амбон (південна частина Молуккського архіпелагу). Можливо відзначити, що конвой з японськими військами вийшов до Амбону з Кендарі на південно-східному півострові острова Сулавесі.
17 лютого 1942-го «Кунікава-Мару» вийшло з Кендарі та невдовзі приєдналось до загону, що 20 лютого висадив десант в Купанзі на острові Тимор.
13 березня 1942-го судно прибуло в Сінгапур, а 17 березня досягнуло Пенангу (база на західному узбережжі півострова Малакка). 20 – 23 березня «Кунікава-Мару» в межах операції по оволодінню Андаманськими островами прослідувало з Пенангу до Порт-Блер, де висадило батальйон 18-ї піхотної дивізії. 30 березня судно полишило Порт-Бер та наприкінці квітня прибуло до Японії.
Відомо, що 18 – 20 травня 1942-го «Кунікава-Мару» доправило партію винищувачів з Куре до Мако (важлива база на Пескадорських островах у південній частині Тайванської протоки).

## Операції у Меланезії
З 14 липня по 23 серпня 1942-го на верфі ВМФ у Куре пройшло переобладнання «Кунікава-Мару» у гідроавіаносець, який отримав авіагрупу із шести розвідувальних літаків Mitsubishi F1M2 «Піт».
Поки «Кунікава-Мару» проходив конверсію, союзники висадились на сході Каролінських островів, що започаткувало шестимісячну битва за Гуадалканал, так що корабель після виходу 24 серпня з Куре попрямував до бази гідролітаків на Шортленді (прикрита групою невеликих островів Шортленд акваторія біля південного завершення острова Бугенвіль, де зазвичай відстоювались легкі бойові кораблі та перевалювались вантажі для подальшої відправки далі на схід Соломонових островів). З 8 по 24 вересня «Кунікава-Мару» виконував завдання із пошуку місць, що пасують для створення нових баз гідроавіації, на Соломонових островах та розташованих за чотири сотні кілометрів на південний схід від них островах Санта-Круз (при цьому для охорони гідроавіаносця залучались есмінці «Мурасаме», «Харусаме» та «Самідаре»), після чого продовжив свої операції з Шортленду.
На початку жовтня корабель мав доправити три гідролітака Aichi E13A «Джейк» для секретної передової бази в затоці Мохок на острові Нендо (острови Санта-Круз), проте не зміг вчасно вийти в море через проблеми з машинами.
4 жовтня 1942-го три F1M2 «Піт» з авіагрупи «Кунікава-Мару» взяли участь у відбитті атаки ворожих літаків на конвой та збили один пікіруючий бомбардувальник.
7 листопада 1942-го гідроавіаносець повернувся до Куре, проте його авіагрупа продовжила діяти з Шортленду. 14 листопада три належні до «Кунікава-Мару» F1M2 взяли участь у повітряному бою під час вирішальної морської битви біля Гуадалканалу та змогли повернутись на передову базу гідроавіації в Реката-Бей на північному узбережжі острова Санта-Ісабель в центральній частині Соломонового архіпелагу (а от три F1M2 з інших кораблів були збиті).
З 1 грудня 1942-го «Кунікава-Мару» включили до 11-ї дивізії гідроавіаносців, а 2 – 26 грудня корабель здійснив круговий рейс з Йокосуки до Меланезії та назад з метою доправити 12 F1M2 для підсилення авіації, що базувалась на Шортленді.
31 грудня 1942-го «Кунікава-Мару» вийшов у третій похід до Меланезії, під час якого діяв з Шортленду, а 12 лютого 1943-го (практично одночасно із евакуацією залишків японського гарнізону з Гуадалканалу) повернувся до Йокосуки на ремонт, що тривав понад місяць.
Поки корабель перебував у Японії його літаки діяли з Шортленду та з березня 1943-го здійснювали турбуючі нічні нальоти на Гуадалканал, під час яких скидали 60-кг бомби. У відповідь американці 29 березня провели нальот на Шортленд, під час якого вдалось знищити 6 F1M2 з авіагруп «Кунікава-Мару» та іншого гідроавіаносця «Камікава-Мару». Сам «Кунікава-Мару» по завершенні ремонту 18 березня – 8 квітня здійснив рейс з Йокосуки до Шортленду та назад.
14 квітня 1943-го «Кунікава-Мару» вийшов у черговий рейс для доставки гідролітаків до Меланезії, при цьому пунктом призначення був Рабаул – головна передова база у архіпелазі Бісмарка, з якої провадились японські операції на Соломонових островах та сході Нової Гвінеї (при цьому з 15 квітня 11-ту дивізію розформували і «Кунікава-Мару» напряму підпорядкували Флоту Південно-Східної зони, що мав штаб-квартиру у Рабаулі). З 28 квітня по 3 травня корабель перебував у Рабаулі, а потім прослідував на атол Трук (головна японська база у Океанії), куди прибув 6 травня. 8 травня гідроавіаносець вийшов з Труку в конвої № 4508. За дві години по опівночі 9 травня американський підводний човен USS Plunger поцілив двома торпедами «Кунікава-Мару», проте вони не здетонували та завдали лише легких механічних пошкоджень. За 14 годин по тому ще одна торпеда влучила в «Кунікава-Мару» і так само не вибухнула. Хоча Plunger продовжив атаки та потопив два транспорти зі складу конвою, «Кунікава-Мару» успішно досягнув Йокосуки 15 травня.
Наступний рейс з літаками до Рабаула відбувся з 1 по 30 червня 1943-го.
10 липня 1943-го «Кунікава-Мару» рушив до Рабаула з черговою партією літаків, 30 липня – 2 серпня пройшов в конвої з Рабаула на Трук, а 5 – 12 серпня прослідував з конвоєм № 4805 від Труку до Йокосуки.
Наступний рейс «Кунікава-Мару» до Меланезії почався 13 вересня 1943-го в конвої № 3912 та продовжився в конвої № 1292. 4 жовтня корабель прибув до Рабаула – вже у статусі допоміжного транспорту, який отримав під час останнього переходу. На цей раз повернення до Японії відбувалось через Палау, куди «Кунікава-Мару» прослідував 16 – 23 жовтня (останні дві доби судно прямувало самостійно, оскільки єдиний корабель охорони був зайнятий допомогою іншому транспорту, що отримав пошкоження при атаці підводного човна). 1 – 6 листопада«Кунікава-Мару» здійснив перехід в конвої з Палау до японського порту Саєкі.

## Походи до Південно-Східної Азії
До 13 грудня 1943-го «Кунікава-Мару» пройшов певні модифікацію на верфі в Куре, а 21 грудня 1943-го – 2 січня 1944-го прослідував в конвої HI-27 з японського порту Моджі до Сінгапура.
Станом на кінець січня 1944-го судно вже повернулось до Японії, звідки 1 – 8 березня перейшло в конвої MOTA-07 з Моджі до Такао (наразі Гаосюн на Тайвані), а потім 15 – 18 березня прослідувало до Маніли. Під час переходу ввечері 16 березня по «Кунікава-Мару» провів безуспішну атаку за даними радара американський підводний човен USS Lapon. 20 березня судно вийшло з Маніли в конвої H-22, який прямував до острова Хальмахера (північна частина Молуккських островів). Втім, «Кунікава-Мару» мав інший кінцевий пункт призначення, тому 24 березня відокремився та попрямував до Балікпапану (центр нафтовидобутку на сході Борнео).
29 квітня 1944-го «Кунікава-Мару» знову (або все ще) перебував у Балікпапані. Цієї доби при спробі вийти з порту судно підірвалось на міні, виставленій австралійськими літаками «Каталіна» (втім, існує версія, що це було мінне загородження, виставлене ще в березні 1943-го американським підводним човном USS Tautog). На «Кунікава-Мару» розпочали аварійний ремонт, проте 8 травня під час його переміщення на буксирі судно підірвалось на ще одній міні та сіло на ґрунт. Лише 29 вересня «Кунікава-Мару» поставили на плав.
21 травня 1945-го «Кунікава-Мару», що стояло біля одного з причалів порту Балікпапан, отримало додаткові пошкодження від пярмого влучання бомби та кількох близьких розривів, що призвело до остаточної загибелі.